# ISO 3166-2:KI
ISO 3166-2:KI is een ISO-standaard met betrekking tot de zogenaamde geocodes. Het is een subset van de ISO 3166-2 tabel, die specifiek betrekking heeft op Kiribati.
De gegevens werden tot op 27 november 2015 geüpdatet op het ISO Online Browsing Platform (OBP). Hier worden 3 eilandgroepen - group of islands (20 inhabited islands) (en) / groupe d’îles (20 îles habitées) (fr) - gedefinieerd.
Volgens de eerste set, ISO 3166-1, staat KI voor Kiribati, het tweede gedeelte is een eenletterige code.

## Codes
| Code | Naam            |
| ---- | --------------- |
| KI-G | Gilbert Islands |
| KI-L | Line Islands    |
| KI-P | Phoenix Islands |